# Namadytes vansoni
Namadytes vansoni är en tvåvingeart som beskrevs av Hesse 1969. Namadytes vansoni ingår i släktet Namadytes och familjen Mydidae.
Artens utbredningsområde är Namibia. Inga underarter finns listade i Catalogue of Life.